# Melve
Melve település Franciaországban, Alpes-de-Haute-Provence megyében. Lakosainak száma 127 fő (2022. január 1.). Melve Claret, Curbans, La Motte-du-Caire, Sigoyer és Thèze községekkel határos.

## Népesség
A település népességének változása:
| Lakosok száma | 75   | 72   | 98   | 109  | 115  | 110  | 119  | 123  | 123  | 127  |
|               | 1968 | 1982 | 1990 | 2006 | 2013 | 2015 | 2017 | 2019 | 2020 | 2022 |